# Carlene Carter
Carlene Carter, nata Rebecca Carlene Smith (Nashville, 26 settembre 1955), è una cantante e chitarrista statunitense. È figlia di June Carter e del suo primo marito Carl Smith.

## Biografia
La sua carriera da solista ebbe inizio alla fine degli anni settanta.
Nel 1987, si è unita al trio The Carter Sisters, formato dalla madre June Carter Cash e dalle sorelle di costei, Helen ed Anita Carter, in una versione rivisitata del gruppo The Carter Family. L'esibizione è stata immortalata in un episodio televisivo di Austin City Limits, con il patrigno di Carlene, il cantante country Johnny Cash.
Con l'album I Fell in Love, prodotto nel 1990 da Epstein, musicista che aveva incontrato nel 1988, Carter raggiunge una posizione molto alta nella classifica country statunitense di quell'anno, e nel 1991 la canzone I Fell In Love, proveniente dall'omonimo album, vinse una nomination al Grammy Award per la miglior voce femminile country. ciò segna il maggior successo della sua carriera. Tre anni più tardi, Epstein produsse per Carter il CD Little Love Letters. Ha avuto pure un cameo nel film del 1994 Maverick
Nel 2001 un ufficiale di polizia del Nuovo Messico, una volta fatto accostare il veicolo a Carter e Epstein, scoprì che la macchina era stata rubata e che era stata trovata della droga. La sua figura è stata rievocata da Victoria Hester nel film Walk the Line.

## Vita privata
Carlene Carter si è sposata quattro volte:
- Joseph Simpkins Jr. (1971-1972), dal quale ha avuto una figlia, Tiffany Anastasia Lowe (23 febbraio 1972);
- Jack Wesley Routh (1974-1977), dal quale ha avuto un figlio, John Jackson Routh (15 gennaio 1976)
- Nick Lowe (1979-1990)
- Joseph Breen (2006- )

## Discografia

### Album studio
- 1976: Carlene Carter
- 1977: Two Sides Every to Woman
- 1979: Two Key
- 1980: Blue to Blue
- 1981: Musical Box
- 1983: Get to Hit the Road
- 1984: Calls My Name
- 1986: Candle in the Room
- 1987: Fire in the Wood
- 1988: Carlene Carter 2
- 1990: I Fell in Love
- 1991: The Sweetest Thing
- 1993: Little Love Letters
- 1995: Little Acts of Treason
- 1997: He the Upon Wind
- 1999: The Window of Faith
- 2001: My Way
- 2002: Dreaming He Dare
- 2004: Caught My Eye
- 2008: Stronger

### Live
- 1982: Greatest Hits
- 1989: Greatest Hits 2
- 1996: Hindsight

### Singoli
- 1978: Never Together (But Close Sometimes)
- 1978: Love Is Gone
- 1979: Do It in a Heartbeat
- 1979: Old Photographs
- 1980: Baby Ride Easy
- 1981: Oh How Happy
- 1983: Heart to Heart
- 1990: I Fell in Love
- 1990: Come on Back
- 1991: The Sweetest Thing
- 1993: Every Little ThingLa canzone Every Little thing è stata usata come colonna sonora sul flipper - pinball macine "Road show" realizzato dalla storica casa americana "Williams" del 1993.
- 1993: Unbreakable Heart
- 1994: I Love You 'Cause I Want To
- 1994: Something Already Gone
- 1995: Hurricane
- 1996: He Will Be Mine
- 2008: Bring Love
- 2008: Stronger